# عملیات کربلای ۷
عملیات کربلای ۷ عملیات نظامی نیروهای مسلح ایران، در خلال جنگ ایران و عراق بود، در تاریخ ۱۳ اسفند ماه ۱۳۶۵ این عملیات با رمز یا مولای متقیان ۷ به دست رزمندگان ارتش جمهوری اسلامی (لشکر ۶۴ ارومیه)، به فرماندهی امیر غضنفر آذرفر نیروی زمینی ارتش، در منطقه حاج عمران، استان اربیل، کردستان عراق انجام گردید.

## منطقه عملیات
محدوده عملیات شامل مناطق حاج عمران، تنگه دربند، ارتفاعات گردمند، تپه سرخی، یال کله اسبی و دامنه جنوبی ارتفاعات گردیکو معروف به تپه شهدا می‌باشد. منطقه حاج عمران عراق در غرب پیرانشهر واقع شده و ناحیه‌ای کوهستانی و صعب‌العبور است. این بخش کوهستانی در امتداد رشته کوه آرارات قرار دارد و دارای قله‌های متعددی است که در محدوده عملیات کربلای ۷ می‌توان ارتفاعات بز مرگ سیر، تمرچین، قمطره، سکانیان، کفارستان، واراس، گرده مند، ۲۵۱۹ (شاه کوه یا سلطان‌الجبال)، گرده کوه، کدو و شهدا را نام برد. دره‌های عمیق، شکاف‌ها، پستی‌ها و بلندی‌های فراوان از ویژگی‌های این ناحیه است. به‌طور کلی زمین در منطقه عملیاتی کربلای ۷ کوهستانی و دارای بریدگی‌های زیاد و صعب‌العبور بوده و فقط نیروهای پیاده با تجهیزات سبک قادر به حرکت در آن می‌باشند. ارتفاع ۲۵۱۹ از نظر ملاحظات راهکنشی و داشتن تسلط کامل به تمامی مناطق چومان مصطفی، ممی خلان، ناوپر دان، تپه شهدا، ارتفاعات نصر و صدر و کاهش تلفات و ضایعات خودی عارضه حیاتی منطقه محسوب می‌شود.

## اهداف و اهمیت عملیات
هدف از این عملیات ایجاد اخلال و کندی در انتقال نیروهای ارتش عراق به مناطق جنوبی، برای دفاع از بصره بود، که با موفقیت تقریبی توسط نیروهای ایرانی انجام شد. گرچه تصرف بصره علی‌رغم موفقیت در این عملیات حاصل نشد. آزاد سازی ارتفاعات مهم منطقه، انهدام ماشین جنگی دشمن، تسلط بر منطقه حاج عمران و ایجاد تسهیلات لازم برای ادامه نبرد در منطقه از دیگر اهداف این عملیات بود. گفته شده که عملیات آفندی کربلای ۷، با هدف وارد کردن خسارت به نیروهای عراق، کاهش فشار بر منطقه عملیاتی کربلای ۵ و ۶، زمینه‌سازی برای عملیات‌های بعدی قرارگاه رمضان، انتقام خون شهدای بمباران شهرهای ایران، بازپس‌گیری ارتفاعات حساس ۲۵۱۹ و تپه شهدا و گردمند و تسلط بر محور حاج‌عمران ـ چومان مصطفی ـ گلاله طراحی و اجرا شد.

## شرح عملیات
عملیات در ۱۲ اسفند ۱۳۶۵ با رمز «یا مولای متقیان» در عمق خاک عراق واقع در منطقه حاج عمران توسط نیروهای ارتش جمهوری اسلامی ایران آغاز شد. نیروهای ایرانی پس از حدود یک ساعت و ۴۰ دقیقه در نزدیکی موانع عراقی‌ها مستقر و عناصر متخصص دسته شناسایی و تیم مهندسی مشغول ایجاد معبر و خنثی‌سازی مین‌ها و بریدن سیم‌های خاردار دشمن هستند. بلافاصله گردان تکاور و پس از آن گردان ۱۰۳ پیاده از خط عزیمت عبور کردند. سرانجام پس از حدود دو روز نبرد سنگین و در مواردی تن به تن که با آتش مداوم و مؤثر یکان‌های توپخانه و بالگردهای هوانیروز پشتیبانی می‌شد، یکان‌های تکاور موفق شدند اهداف از پیش تعیین شده را تصرف، تمامی پاتک‌های عراقی‌ها را سرکوب و مواضع خود را بر روی اهداف تصرف شده تثبیت کنند.
لشکر ۶۴ ارومیه در جریان عملیات کربلای ۷ ارتفاعات راهبردی منطقه از جمله ارتفاع بسیار مهم ۲۵۱۹، گردمند، تپه سرخی، یال کله اسبی و حدود ۵۰ کیلومتر مربع از خاک عراق را به تصرف خود درآوردند.

## استعداد، خسارات و تلفات

### ایران[۳]
- یگان‌های تک‌رو (خط‌شکن)

1. یگان جنگاوران تیپ ۳ با استعداد ۱۸۰ نفر
2. گردان تکاور
3. گردان ۱۰۳ پیاده

- یگان‌های احتیاط

1. گردان ۱۱۵ پیاده
2. گردان ۱۳۲ پیاده
3. گردان ۱۹۸ پیاده
4. گردان، ۱۶۷ پیاده

- یگان‌های پشتیبانی آتش
- دسته‌های خمپاره‌انداز ۱۲۰ م م و سایر سلاح‌های سازمانی گردان‌های هجومی و احتیاط
- گردان‌های توپخانه لشکری با مقدورات موجود
- آتش گردان‌های رزمی تحت کنترل تیپ ۲ مستقر در مواضع مربوط
- سه تیم آتش از هوانیروز کرمانشاه

### عراق[۳]
- یگان‌های عراقی مستقر در جلو محور حاج عمران- رواندوز:

1. گردان سوم تیپ ۷۵ پیاده لشکر ۲۳ عراق مستقر بر روی ارتفاعات ۲۵۱۹؛
2. ۳ گردان از تیپ ۶۰۴ پیاده مستقر در ارتفاعات واراس و دامنه پایین ارتفاعات ۲۵۱۹؛
3. ۲ گردان از تیپ ۷۵ پیاده مستقر در منطقه گردمند؛
4. یک گردان کماندویی از لشکر ۲۳ پیاده مستقر در چومان مصطفی؛
5. ۳ گردان از تیپ ۹۶ پیاده مستقر در ارتفاعات تپه شهدا و تاپکی کوران؛
6. یک قرارگاه کنترلی با استعداد ۴۰۰ نفر پیاده مستقر در ناوندا؛
7. گردان کماندویی سپاه ۵ مستقر در ارتفاعات واراس؛
8. گردان ۴۲ زرهی؛
9. گردان ۴- زرهی؛
10. ۴ گردان توپخانه شامل (گردان توپخانه ۶۷۸ کالیبر۱۳۰ م م، گردان ۲۴۷ کالیبر ۱۰۰ م م رومانی، گردان توپخانه ۶۹۶ کالیبر ۱۵۲ م م، آتشبارهای سبک خمپاره‌انداز ۱۲۰ م م و آتشبار کاتیوشا).

- یکان‌های عراقی مستقر در منطقه سیدکان و رواندوز:

1. یک گردان کماندویی از لشکر ۲۳ مستقر در سیدکان؛
2. گردان یکم از تیپ ۳ لشکر ۲۵ عراق؛
3. تعداد ۲ گردان نیروی نامنظم دشمن (جیش الشعبی).

در این عملیات حدود سه هزار نفر از نیروهای عراقی، کشته و زخمی شدند و ۲۸۹ نفر از آنان نیز به اسارت درآمدند. ۱۲ گردان پیاده دشمن از تیپ‌های ۱، ۲ و ۳ لشکر ۲۳ کماندویی سپاه پنجم عراق، تیپ‌های ۹۳ و ۹۶ احتیاط مستقر در منطقه، تیپ‌های ۱۰۸ و ۶۰۶ پیاده و ۵ گردان توپخانه آسیب کلی دید و چندین دستگاه تانک و نفربر و خودرو دشمن منهدم و مقادیر زیادی از انواع جنگ‌افزارهای سبک و سنگین دشمن با مهمات مربوط سالم به غنیمت ایرانی‌ها درآمدند. حدود ۹۰ دستگاه تانک، ۱۵۰ دستگاه خودرو، ۶۰ عراده توپ، پنج انبار مهمات، ده‌ها قبضه سلاح نیمه‌سنگین و سبک از قبیل خمپاره‌انداز از خسارات عراقی‌ها در این عملیات بودند.

## برای مطالعهٔ بیشتر
- محسن رشید، گزارشی کوتاه / مرکز مطالعات و تحقیقات جنگ سپاه پاسداران انقلاب اسلامی، ویرایش: مهدی انصاری، تهران: سپاه پاسداران انقلاب اسلامی، مرکز مطالعات و تحقیق جنگ، ۱۳۷۸، شابک: ۹۶۴-۶۳۱۵-۳۳-x